# 소수점
소수점(小數點)은 정수부와 소수부를 나누는 점이다. 소수점은 모든 나라에서 같은 기호로 표시하는 것은 아니다.

소수점:
온점 사용"."
반점 사용","
온점과 반점 혼용
동아라비아식 숫자 사용
자료 없음

## 같이 보기
- 소수점 표기